# 회양왕
회양왕(淮陽王)은 회양 지역에 봉해진 제후왕의 칭호다. 명칭은 '회하의 북쪽 기슭'을 뜻한다.

## 전한
- 회양왕 유우(기원전 196 ~ 194년, 이후 조왕으로 옮김)
- 회양회왕 유강(기원전 187 ~ 183년)
- 회양왕 유무(기원전 183 ~ 180년)
- 회양왕 유무(기원전 176 ~ 168년, 이후 양왕으로 옮김)
- 회양왕 유여(기원전 155 ~ 154년, 이후 노왕으로 옮김)
- 회양헌왕 유흠(기원전 63 ~ 28년)
- 회양문왕 유현(기원전 28 ~ 2년)
- 회양왕 유인(기원전 2년 ~ 기원후 18년)

## 현한
회양왕 장앙(24 ~ 25년)

## 후한
회양왕 유현(추존)

## 같이 보기
진왕{陳王, 회양의 다른 이름이 진(陳)임}